# Johann Wilhelm Anton Hunrichs
Johann Wilhelm Anton Hunrichs (* 31. Oktober 1718 in Oldenburg (Oldb); † 19. Januar 1787 ebenda) war ein oldenburgischer Etatsrat und Deichgraf.

## Leben
Hunrichs war der Sohn des Ingenieur-Kapitäns Wilhelm Anton Hunrichs († 1720), eines Neffen des Deichgrafs Anton Günther von Münnich (1650–1721). Er studierte in Jena Rechtswissenschaft und Mathematik und wurde 1738 in Oldenburg seinem Schwager, dem Deichgraf Wilhelm Anton Schmidt (1703–1752), adjungiert, dessen Nachfolger er ab 1752 war. 1766 übergab er das Deichgrafenamt seinem Neffen Johann Christian Schmidt (1737–1790), der als Schmidt von Hunrichs geadelt wurde. Seit 1749 Kammerrat, erhielt er 1756 die Ernennung zum Justizrat, der 1773 die zum Etatsrat, eines höheren Staatsbeamten in der Regierung, folgte. Zusätzlich zu seinem Amt des Deichgrafen wurden ihm 1755 die amtlichen Vermessungsaufgaben übertragen. Mit seiner 1761 gedruckten Landkarte Oldenburgs war er der letzte oldenburgische Kartograf vor der 1781 eingeleiteten trigonometrischen Landesvermessung. Er veröffentlichte einige Schriften, von denen die Buchveröffentlichung Entwurf des jetzigen Deichrechtes 1768 besondere Bedeutung hatte, da diese der Rechtspraxis in Oldenburg bis zur Deichordnung von 1855 als Grundlage diente.

## Werke
- Comitatuurn Oldenburg et Delmenhorst . . . Delineatio (49 × 49 cm Stich, kol.). Nürnberg. 1761.
- Pracktische Anmerkungen bey des Herrn Landraths de la Roche Gallichon Rechtlicher Abhandlung von der Concurrence in Nothhülfsfällen nach Deichmaasse. Oldenburg. 1766.
- Anton Günther von Münnich, Oldenburgischer Deich-Band . . . Mit einer Vorrede zur Einleitung und ferner beygefügten Anmerkungen von Johann Wilhelm Anton Hunrichs. Leipzig. 1767.
- Entwurf des jetzigen Deichrechtes in denen Marschländern der Grafschaften Oldenburg und Delmenhorst. Bremen. 1768. Wiederauflage: Oldenburg. 1842.
- Practische Anleitung zum Deich-, Siel- und Schlengenbau. 3 Bde. Bremen. 1770–1782.